# Mictochroa triangularis
Mictochroa triangularis là một loài bướm đêm trong họ Noctuidae.